# なゆた・浜北
なゆた・浜北（なゆた・はまきた）は静岡県浜松市浜名区に所在する複合施設である。

## 概要
魅力ある中心市街地の形成と商業の活性化、防災機能の強化を目的として、遠州鉄道浜北駅前地区を総合的に整備する目的で市街地再開発事業という手法で建設されたため、公共施設、商店、飲食店、住宅などが入っている。
「なゆた」は那由多という数の単位にちなんで付けられた。
2016年、浜北市役所を転用していた浜北区役所の老朽化に伴い、施設内に浜北区役所が移転した。2024年1月1日の行政区再編後は、そのまま浜名区役所となった。

## 主な施設
- 浜名区役所
- 浜松市立浜北図書館
- なゆたホール（406席・可動席）
- 生涯学習センター
- 市民ギャラリー
- にぎわいプラザ
- 情報プラザ
- 飲食店、商店
- 分譲マンション

## 交通機関
- 浜北駅（遠州鉄道鉄道線）
- 遠鉄バス100浜北医大三方原聖隷線浜北駅停留所
- 浜松市浜北コミュニティバス各線浜北駅停留所※路線によって運行する曜日が異なる、運行委託先:浜松バス
- 駐車場は2時間を超えた分が有料となる